# アレクサンダー・ヴォルカノフスキー
アレクサンダー・ヴォルカノフスキー（Alexander Volkanovski、1988年9月29日 - ）は、オーストラリアの総合格闘家。ニューサウスウェールズ州ウロンゴン出身。シティ・キックボクシング/タイガームエタイ/フリースタイル・ファイティングジム所属。現UFC世界フェザー級王者。UFCパウンド・フォー・パウンド・ランキング6位。

## 来歴
マケドニア人の父とギリシャ人の母の間に生まれた。幼少期からグレコローマンレスリングを始め、12歳でオーストラリア王者に輝いたが、14歳からはラグビーへ転向し、グループ7ラグビーリーグで2010年にリーグ最優秀選手に選ばれるなど、所属するワリラレイク・サウス・ゴリラズのフロントローとして活躍した。

### 総合格闘技
少年時代からペイ・パー・ビューを購入したり、VHSをレンタルしてUFC観戦をしており、2011年からコンディション管理のために総合格闘技を始めたことがきっかけで、ラグビーを辞めて総合格闘家に転向することを決意し、2012年にプロ総合格闘技デビューした。
2015年6月14日、AFC 13のAFCフェザー級タイトルマッチで王者ジェイムズ・ビショップに挑戦し、パウンドで1RTKO勝ち。王座獲得に成功した。
2015年12月4日、PXC 50のPXCフェザー級タイトルマッチで王者矢地祐介に挑戦し、三角絞めで4R一本勝ち。王座獲得に成功した。
2016年5月19日、AFC 15のAFCフェザー級タイトルマッチで挑戦者ジェイミー・ムラーキーと対戦し、右フックで1RKO勝ち。王座の初防衛に成功した。

### UFC
2016年11月26日、UFC初出場となったUFC Fight Night: Whittaker vs. Brunsonで粕谷優介と対戦し、2RにパウンドでTKO勝ち。
2017年6月11日、UFC Fight Night: Lewis vs. Huntで廣田瑞人と対戦し、1Rに右フックでダウンを奪い、3-0の判定勝ち。
2018年7月14日、UFC Fight Night: dos Santos vs. Ivanovでフェザー級ランキング10位のダレン・エルキンスと対戦し、1Rに右フックで2度のダウンを奪い、3-0の判定勝ち。
2018年12月29日、UFC 232でフェザー級ランキング5位のチャド・メンデスと対戦し、2Rに左フックでダウンを奪われたものの、すぐに立て直して右フックで2RTKO勝ち。ファイト・オブ・ザ・ナイトを受賞した。
2019年5月11日、UFC 237でフェザー級ランキング1位の元UFC世界フェザー級王者ジョゼ・アルドと対戦し、3-0の判定勝ち。

#### UFC世界王座獲得
2019年12月14日、UFC 245のUFC世界フェザー級タイトルマッチで王者マックス・ホロウェイに挑戦。パンチのコンビネーションとローキックで試合のペースを掴んで3-0の5R判定勝ち。UFC世界ミドル級王者のロバート・ウィテカーに次ぐオーストラリア人史上2人目（オーストラリア出身者としては初）となるUFC王座獲得に成功した。
2020年7月11日、UFC 251のUFC世界フェザー級タイトルマッチでフェザー級ランキング1位の挑戦者マックス・ホロウェイとダイレクトリマッチを行い、2-1の5R判定勝ち。王座の初防衛に成功した。試合後にホロウェイの勝利を支持する声が多数挙がるが、合計有効打数やテイクダウン数ではヴォルカノフスキーがホロウェイを上回り、ラウンド毎の有効打数でも1R以外はヴォルカノフスキーがホロウェイを上回る結果となった。
2021年3月27日、UFC 260のUFC世界フェザー級タイトルマッチでフェザー級ランキング2位の挑戦者ブライアン・オルテガと対戦予定であったが、ヴォルカノフスキーが大会1週間前に新型コロナウイルスに感染したため中止となった。
2021年4月2日、リアリティ番組「The Ultimate Fighter」のシーズン29でブライアン・オルテガと共にそれぞれのチームのコーチを務めた。
2021年9月25日、UFC 266のUFC世界フェザー級タイトルマッチでフェザー級ランキング2位の挑戦者ブライアン・オルテガと対戦。3Rにギロチンチョークと三角絞めを極められるピンチを凌ぎ、スタンド、グラウンド共に終始優勢に立って3-0の5R判定勝ち。2度目の王座防衛に成功し、ファイト・オブ・ザ・ナイトを受賞した。また、この試合はESPNから2021年のファイト・オブ・ザ・イヤーに選出された。
2022年4月9日、UFC 273のUFC世界フェザー級タイトルマッチでフェザー級ランキング4位の挑戦者ジョン・チャンソンと対戦。何度も打撃を効かせ、3R終盤に右ストレートでダウンを奪いパウンドでストップ寸前まで追い込むなど終始圧倒し、4R序盤にスタンドパンチ連打でTKO勝ち。3度目の王座防衛に成功し、パフォーマンス・オブ・ザ・ナイトを受賞した。
2022年7月2日、UFC 276のUFC世界フェザー級タイトルマッチでフェザー級ランキング1位の挑戦者マックス・ホロウェイとラバーマッチを行い、スタンドの攻防で終始圧倒して3-0の5R判定勝ち。4度目の王座防衛に成功した。試合後、ヴォルカノフスキーは2Rの時点で左手の親指を骨折したことを明かし、7月8日に手術を受けた。
2023年2月11日、UFC 284のUFC世界ライト級タイトルマッチで1階級上のUFC世界ライト級王者イスラム・マカチェフに挑戦。一進一退の打撃戦を繰り広げ、5R終盤に右ストレートでダウンを奪いパウンドで攻勢に立つなど善戦するも、僅差で0-3（47-48、47-48、46-49）の5R判定負け。ライト級王座獲得と二階級制覇に失敗するも、ファイト・オブ・ザ・ナイトを受賞した。また、この試合は2023年のUFCファイト・オブ・ザ・イヤーを受賞した。
2023年7月8日、UFC 290のUFC世界フェザー級王座統一戦で暫定王者ヤイール・ロドリゲスと対戦。グラウンドで終始圧倒し、3Rに右ミドルキックを放ったロドリゲスにカウンターの右フックをあわせ、効かせた直後にテイクダウンを奪いパウンドでTKO勝ち。王座統一に成功するとともに5度目の王座防衛に成功した。
2023年10月21日、UFC 294のUFC世界ライト級タイトルマッチで1階級上のUFC世界ライト級王者イスラム・マカチェフに再挑戦し、テンプルへかすめた左ハイキックでダウンを奪われ追撃のパウンドで1RKO負け。ライト級王座獲得と二階級制覇に失敗した。当初はチャールズ・オリベイラがマカチェフに挑戦予定であったが、オリベイラが負傷欠場したため、ジャスティン・ゲイジーが代役出場をオファーされるがゲイジーの減量が間に合わなかったことで、大会11日前のオファーを受けたヴォルカノフスキーとの再戦に変更された。

#### UFC世界王座陥落
2024年2月17日、UFC 298のUFC世界フェザー級タイトルマッチでフェザー級ランキング3位の挑戦者イリア・トプリアと対戦し、右フックでダウンを奪われパウンドで2RKO負け。王座から陥落し、フェザー級における初黒星となった。

#### UFC世界王座再獲得
2025年4月12日、UFC 314のUFC世界フェザー級王座決定戦でフェザー級ランキング3位のディエゴ・ロペスと対戦。2Rに右ストレートでダウンを奪われ、4Rには左目にパンチをもらい後退したものの、試合全体を通して優勢となり3-0の5R判定勝ち。王座再獲得に成功し、ファイト・オブ・ザ・ナイトを受賞した。

## ファイトスタイル
強烈なローキックと的確に相手を捉えるパワフルな右のオーバーハンドフックのカウンターを得意としている。また、身長168cmと小柄ながら181cmの長いリーチとラグビーで培った強靭なフィジカルを持ち、テイクダウンからのグラウンド&パウンドの能力にも優れている。さらに、手数を休めることなくフルラウンドを戦い抜く豊富なスタミナと、ダウンを奪われてもすぐに立て直すリカバリー能力を持つ。

## 人物・エピソード
- 近年はジョゼ・アルドと並んで「フェザー級史上最高の選手」と評価されることが多く、ファンや関係者の間では既にアルドを超えたとする意見も多い[28][29][30]。ヴォルカノフスキー自身は2022年9月にアルドについて「彼が今まで格闘技で成し遂げてきた功績を考えれば、未だに彼がフェザー級史上最高の選手だと思う」と語っている[31]。
- ニックネームの「ザ・グレート」（The Great、大王）は、マケドニア人の父とギリシャ人の母との間に生まれたため、アレクサンドロス3世（Alexander The Great）と自身の名をかけて付けられたもの[32]。
- ラグビー選手時代の体重は97kgだったが、格闘家に転向してから徐々にウエイトを落とし、2015年以降は65.8kgリミットのフェザー級を主戦場としている[1]。
- 既婚者であり、3人の娘がいる。
- UFC男子ライト級以下の階級でのタイトルマッチで初めて勝利した35歳以上のファイターである。

## 戦績

### 総合格闘技
| 総合格闘技 戦績 | 総合格闘技 戦績 | 総合格闘技 戦績 | 総合格闘技 戦績 | 総合格闘技 戦績 | 総合格闘技 戦績 | 総合格闘技 戦績 |
| --------------- | --------------- | --------------- | --------------- | --------------- | --------------- | --------------- |
| 31 試合         | (T)KO           | 一本            | 判定            | その他          | 引き分け        | 無効試合        |
| 27 勝           | 13              | 3               | 11              | 0               | 0               | 0               |
| 4 敗            | 3               | 0               | 1               | 0               | 0               | 0               |

| 勝敗 | 対戦相手               | 試合結果                            | 大会名                                                                         | 開催年月日     |
| ○    | ディエゴ・ロペス       | 5分5R終了 判定3-0                   | UFC 314: Volkanovski vs. Lopes 【UFC世界フェザー級王座決定戦】                 | 2025年4月12日  |
| ×    | イリア・トプリア       | 2R 3:32 KO（右フック→パウンド）     | UFC 298: Volkanovski vs. Topuria 【UFC世界フェザー級タイトルマッチ】           | 2024年2月17日  |
| ×    | イスラム・マカチェフ   | 1R 3:06 KO（左ハイキック→パウンド） | UFC 294: Makhachev vs. Volkanovski 2 【UFC世界ライト級タイトルマッチ】         | 2023年10月21日 |
| ○    | ヤイール・ロドリゲス   | 3R 4:19 TKO（パウンド）             | UFC 290: Volkanovski vs. Rodríguez 【UFC世界フェザー級王座統一戦】             | 2023年7月8日   |
| ×    | イスラム・マカチェフ   | 5分5R終了 判定0-3                   | UFC 284: Makhachev vs. Volkanovski 【UFC世界ライト級タイトルマッチ】           | 2023年2月11日  |
| ○    | マックス・ホロウェイ   | 5分5R終了 判定3-0                   | UFC 276: Adesanya vs. Cannonier 【UFC世界フェザー級タイトルマッチ】            | 2022年7月2日   |
| ○    | ジョン・チャンソン     | 4R 0:45 TKO（スタンドパンチ連打）   | UFC 273: Volkanovski vs. The Korean Zombie 【UFC世界フェザー級タイトルマッチ】 | 2022年4月9日   |
| ○    | ブライアン・オルテガ   | 5分5R終了 判定3-0                   | UFC 266: Volkanovski vs. Ortega 【UFC世界フェザー級タイトルマッチ】            | 2021年9月25日  |
| ○    | マックス・ホロウェイ   | 5分5R終了 判定2-1                   | UFC 251: Usman vs. Masvidal 【UFC世界フェザー級タイトルマッチ】                | 2020年7月11日  |
| ○    | マックス・ホロウェイ   | 5分5R終了 判定3-0                   | UFC 245: Usman vs. Covington 【UFC世界フェザー級タイトルマッチ】               | 2019年12月14日 |
| ○    | ジョゼ・アルド         | 5分3R終了 判定3-0                   | UFC 237: Namajunas vs. Andrade                                                 | 2019年5月11日  |
| ○    | チャド・メンデス       | 2R 4:14 TKO（右フック→パウンド）    | UFC 232: Jones vs. Gustafsson 2                                                | 2018年12月29日 |
| ○    | ダレン・エルキンス     | 5分3R終了 判定3-0                   | UFC Fight Night: dos Santos vs. Ivanov                                         | 2018年7月14日  |
| ○    | ジェレミー・ケネディ   | 2R 4:57 TKO（パウンド）             | UFC 221: Romero vs. Rockhold                                                   | 2018年2月11日  |
| ○    | シェーン・ヤング       | 5分3R終了 判定3-0                   | UFC Fight Night: Werdum vs. Tybura                                             | 2017年11月19日 |
| ○    | 廣田瑞人               | 5分3R終了 判定3-0                   | UFC Fight Night: Lewis vs. Hunt                                                | 2017年6月11日  |
| ○    | 粕谷優介               | 2R 2:06 TKO（パウンド）             | UFC Fight Night: Whittaker vs. Brunson                                         | 2016年11月26日 |
| ○    | ジャイ・ブラッドニー   | 1R TKO（パンチ連打）                | Wollongong Wars 4 【Wollongong Warsライト級タイトルマッチ】                    | 2016年7月8日   |
| ○    | ジェイミー・ムラーキー | 1R 3:23 KO（右フック）              | AFC 15 【AFCフェザー級タイトルマッチ】                                         | 2016年5月19日  |
| ○    | 矢地祐介               | 4R 3:43 三角絞め                    | PXC 50 【PXCフェザー級タイトルマッチ】                                         | 2015年12月4日  |
| ○    | ジェームス・ビショップ | 1R 1:39 TKO（パウンド）             | AFC 13 【AFCフェザー級タイトルマッチ】                                         | 2015年6月14日  |
| ○    | デイビッド・バット     | 2R 1:52 TKO（パンチ連打）           | Wollongong Wars 2                                                              | 2014年11月1日  |
| ○    | カイル・レイエス       | 5分3R終了 判定3-0                   | PXC 45                                                                         | 2014年10月24日 |
| ○    | ジャイ・ブラッドニー   | 1R 4:58 リアネイキドチョーク        | Roshambo MMA 3 【RoshamboMMAライト級タイトルマッチ】                           | 2014年7月26日  |
| ○    | ホドルフォ・マルケス   | 1R 3:41 KO（パンチ）                | AFC 9                                                                          | 2014年5月17日  |
| ○    | グレッグ・アッツォーリ | 1R ギロチンチョーク                 | Roshambo MMA 2 【RoshamboMMAライト級タイトルマッチ】                           | 2014年2月1日   |
| ○    | ルーク・カトゥビッグ   | 3R 4:39 TKO（パンチ連打）           | AFC 7                                                                          | 2013年12月14日 |
| ×    | コーリー・ネルソン     | 3R 0:13 TKO（右アッパー→パウンド）  | AFC 5 【ウェルター級トーナメント準々決勝】                                     | 2013年5月10日  |
| ○    | アントン・ザフィア     | 4R 2:19 TKO（パンチ連打）           | Roshambo MMA 1 【RoshamboMMAウェルター級タイトルマッチ】                       | 2013年4月17日  |
| ○    | リーガン・ウィルソン   | 1R 2:49 TKO（パウンド）             | Cage Conquest 2 【CageConquestウェルター級タイトルマッチ】                     | 2013年2月23日  |
| ○    | ゲルハルト・フォークト | 5分3R終了 判定3-0                   | Revolution at the Roxy                                                         | 2012年5月19日  |

### ボクシング
| プロボクシング 戦績 | プロボクシング 戦績 | プロボクシング 戦績 | プロボクシング 戦績 | プロボクシング 戦績 | プロボクシング 戦績 | プロボクシング 戦績 |
| ------------------- | ------------------- | ------------------- | ------------------- | ------------------- | ------------------- | ------------------- |
| 1 試合              | (T)KO               | 判定                | その他              | 引き分け            | 無効試合            |                     |
| 1 勝                | 0                   | 1                   | 0                   | 0                   | 0                   |                     |
| 0 敗                | 0                   | 0                   | 0                   | 0                   | 0                   |                     |

| 戦           | 日付          | 勝敗 | 時間 | 内容    | 対戦相手             | 国籍           | 備考 |
| ------------ | ------------- | ---- | ---- | ------- | -------------------- | -------------- | ---- |
| 1            | 2015年4月17日 | ☆    | 4R   | 判定3-0 | ディロン・バルジェロ | オーストラリア |      |
| テンプレート |               |      |      |         |                      |                |      |

## 獲得タイトル
- Cage Conquestウェルター級王座（防衛0=返上）
- Roshambo MMAウェルター級王座（防衛0=返上）
- Roshambo MMAライト級王座（防衛1=返上）
- AFCフェザー級王座（防衛1=返上）
- PXCフェザー級王座（防衛0=返上）
- Wollongong Warsライト級王座（防衛0=返上）
- UFC世界フェザー級王座（1期目: 防衛5、2期目: 防衛0）

## 表彰
- UFC
  - UFC ファイト・オブ・ザ・ナイト（4回）
  - UFC パフォーマンス・オブ・ザ・ナイト（1回）
  - ファイト・オブ・ザ・イヤー（2023年/イスラム・マカチェフ戦）
- ESPN ファイト・オブ・ザ・イヤー（2021年/ブライアン・オルテガ戦）
- World MMA Awards
  - ファイター・オブ・ザ・イヤー（2022年）
  - インターナショナル・ファイター・オブ・ザ・イヤー（2022年）
  - アップセット・オブ・ザ・イヤー（2019-2020年/マックス・ホロウェイ戦）
- BT Sport ファイター・オブ・ザ・イヤー（2022年）

### 映像資料
1. ↑  The ONLY Alex Volkanovski Loss in MMA (to Corey Nelson). Lowlight MMA - YouTube. 26 March 2021.{{cite AV media}}:  CS1メンテナンス: 先頭の0を省略したymd形式の日付 (カテゴリ)